# ماماتين عليا
ماماتين العليا هي منطقة سكنية تقع في إيران في قسم الريف الشرقي الريفي. يقدر عدد سكانها بـ 133 نسمة بحسب إحصاء 2016.